# Мокчон (правитель Корё)
Мокджон (кор. 목종, 穆宗, Mokjong) — 7-й правитель корейского государства Корё, правивший в 997—1009 годах. Имя — Сон (кор. 송, 誦, Song). Второе имя — Хёсин (кор. 효신, 孝伸, Hyosin).
Посмертные титулы — Хёса вихе кыгён чонгон Сонян-тэван.